# Discorso di Quarto

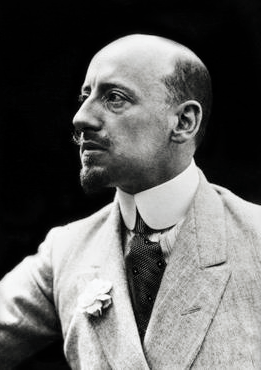
Gabriele D'Annunzio

È conosciuto come il Discorso di Quarto, l'orazione pronunciata da Gabriele D'Annunzio in occasione del 55º anniversario della Spedizione dei Mille, dallo scoglio della località ligure da cui partì l'impresa di Giuseppe Garibaldi. Il poeta prese spunto dalla ricorrenza e utilizzò tutte le sue risorse psicologiche per mobilitare il paese reale contro la presunta viltà dei rappresentanti legali e il parlamento, a favore dell'ingresso dell'Italia in guerra contro l'Austria, a coronamento degli ideali risorgimentali. Il discorso, inoltre, dettò il modello ad uno stile tribunizio destinato ad avere molto successo in Italia.

## Presupposti
Il 28 luglio 1914 con la dichiarazione di guerra dell'Impero austro-ungarico al Regno di Serbia, in seguito all'Attentato di Sarajevo, era ufficialmente iniziata la prima guerra mondiale. Con l'Impero austro-ungarico si era schierato l'Impero tedesco e, successivamente, l'Impero ottomano. Dall'altra parte erano alleati la Francia, il Regno Unito e l'Impero russo.
L'Italia, avendo stipulato il patto militare difensivo della Triplice alleanza con l'Impero austro-ungarico e la Germania, proclamò la propria neutralità in virtù dell'articolo 4 del trattato che esonerava gli alleati dall'intervenire in caso di guerra offensiva. L'Austria, inoltre, aveva dichiarato guerra alla Serbia senza procedere all'accordo preliminare con l'Italia, previsto dall'articolo 7 del trattato stesso, in caso di intervento austriaco nei Balcani. 
In parlamento, inoltre, i neutralisti apparivano più numerosi degli interventisti. Lo erano i socialisti e i liberali giolittiani. I cattolici affermarono fin da subito la loro propensione alla pace e allo spirito umanitario. 
Il paese non si pronunciava in modo netto perché la maggioranza era «silenziosa» e sostanzialmente neutralista. Non aveva, però, il coraggio di opporsi agli interventisti, i quali, sempre più baldanzosi e vociferosi, spadroneggiavano nelle piazze, godevano dell'appoggio dei giornali più potenti ed esercitavano una sorta di terrorismo ideologico contro cui nessuno si ribellava. Costoro accusavano i pacifisti di essere gente ottusa, di corte vedute, con cui gli intellettuali e i giovani non volevano confondersi.
Il variegato mondo dei conservatori (il notabilato, la destra liberale, gli agrari e gli uomini d'ordine, tra i quali lo stesso Ministro degli esteri, Sidney Sonnino) fu il primo a diluire il proprio neutralismo o, addirittura la posizione di affiancamento alla Triplice Alleanza, su una di «sacro egoismo».
Vi fu, quindi, il progressivo riavvicinamento dell'Italia alla Francia, al Regno Unito e alla Russia, operato soprattutto dal ministro Sonnino. Questi, assieme al Presidente del consiglio Antonio Salandra, gestì tutta la fase degli accordi con le potenze dell'Intesa sui compensi all'Italia in caso di un suo attacco all'Austria. Al termine, questi accordi culminarono nel patto di Londra del 26 aprile 1915 che precedette la denuncia della Triplice alleanza, da parte dell'Italia e il suo ingresso in guerra.

## Il discorso

Fotografia d'insieme dell'area di Quarto dei Mille durante il discorso di D'Annunzio

Dopo il perido di vita di 11 anni in Francia dal 1904 al 1915, D'Annunzio torna in Italia. Probabilmente influenzato anche da quanto vissuto durante il primo anno della Grande Guerra passato in Francia. Il 4 maggio arriva a Genova per la celebrazione della "Sagra di Mille" e la sera stessa a Genova pronuncia un primo discorso che conclude:
"Voi volete un'Italia più grande, non per acquisto ma per conquisto, non a misura di vergogna, ma a prezzo di sangue e di gloria".
Il giorno dopo il 5 maggio 1915, due cortei composti in tutto da circa 20.000 persone, a cui si aggiunse una gran folla assiepata nelle strade, raggiunsero l'area dello scoglio di Quarto da cui era partita l'impresa di Giuseppe Garibaldi, e dove era programmata l'inaugurazione del monumento dedicato alla spedizione garibaldina del 1860.
In quei giorni poche persone sapevano del patto di Londra, anche se si può ritenere che il sentore di una prossima entrata in guerra fosse di dominio pubblico.
A tenere l'orazione ufficiale della commemorazione fu chiamato Gabriele D'Annunzio, il quale era allora un'autentica celebrità per il pubblico. D'Annunzio aveva inaugurato la nuova figura di intellettuale abituato a comparire sugli scenari della vita pubblica, a dettare aspetti della moda, a influire i comportamenti collettivi e ad usare i mezzi di comunicazione di massa.
Quando si accinse a tenere la sua orazione pubblica, egli non poteva sapere che il giorno prima - 4 maggio - l'Italia si era ufficialmente ritirata dalla Triplice (passo decisivo verso l'intervento). L'annuncio, infatti, non era ancora stato dato, ma l'entusiasmo degli interventisti, che ora «andavano incontro al loro vate per preparargli una oceanica adunata», era molto alto.

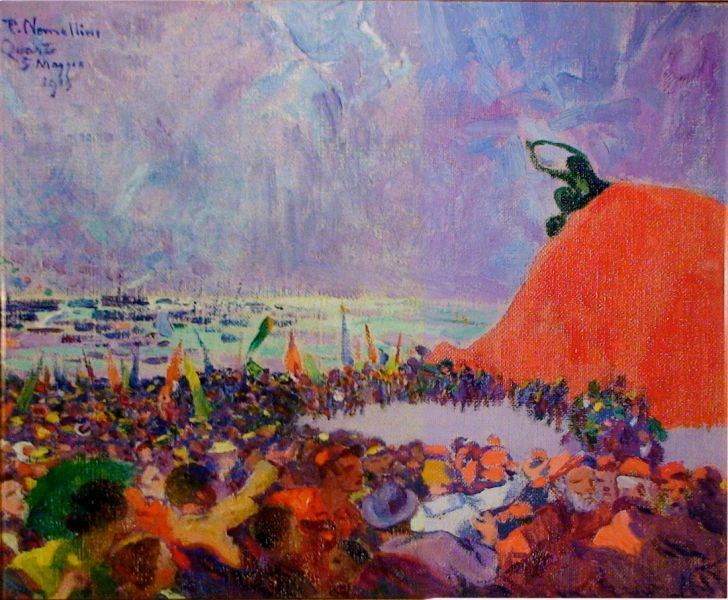
La manifestazione del 5 maggio 1915 in una pittura di Plinio Nomellini

La performance di D'Annunzio fu all'altezza della sua fama; il discorso fu teso a circondare l'evento di un alone di sacralità. Il timbro principale fu dunque quello religioso, e religiosi - anzi biblici - furono molti dei rimandi simbolici e delle movenze ritmiche dell'orazione. Tutto il discorso fu pieno di riferimenti mistici, riprendendo la simbologia classica e cristiana, con continue allusioni al fuoco sacro simbolo di rigenerazione, di ardore guerresco e di eroismo, di fusione tra la vita e la morte. 
Con voce lenta e gesti ispirati, D'Annunzio cominciò a scandire il suo acclarato appello alla folla accalcata attorno al palco: 
«Maestà del Re d’Italia, assente e presente;   Popolo grande di Genova, Corpo del risorto San Giorgio;  Liguri delle due riviere e d’oltregiogo; Italiani d’ogni generazione e d'ogni confessione . . . l’unica madre, gente nostra, sangue nostro, fratelli; . . . dalla maestà del Re all’operaio rude, noi ci sentiamo tremare d’amore come un’anima sola . . .  O beati quelli che più danno perché più potranno dare, più potranno ardere... Beati i giovani affamati di gloria, perché saranno saziati...».
D'Annunzio diede forma agli umori di una Italia convinta di poter contare in Europa spinta dall'affermazione della sua identità. Nella quale nulla appariva più esecrabile alle giovani generazioni, del vecchio modo di concepire la vita rappresentato dalla politica paziente di giolittiana memoria, al quale andava contrapposto il bisogno di bellezza, di grandezza e di cambiamento. Tutto ciò fu rappresentato alla perfezione dall'oratore, il quale entrava in rotta di collisione con la vecchia Italia, prudente e appartata, che la classe dirigente liberale aveva forgiato e che ora sembrava attardarsi colpevolmente di fronte alla guerra. 

La folla accalcata attorno al monumento di Quarto il 5 maggio 1915, durante l'orazione interventista di Gabriele D'Annunzio

Durante l'orazione le ovazioni salirono senza sosta e D'Annunzio si abbandonò ad una vera e propria orgia oratoria. Il discorso è parte di una serie di interventi in vari giorni successivi e in varie città, che divennero un vero e proprio dialogo con la folla. A Roma la sera del 14 maggio: «Udite, udite: la Patria è in pericolo, la Patria è in un punto di perdimento. Intendete? Avete inteso?», e la folla «Siii...». Il poeta quindi ribatté: «Questo vuole il mestatore di Dronero! [Giolitti n.d.r.]...», e la folla: «A morte!». Grazie al suo fiuto, D'Annunzio aveva subito intuito il bersaglio contro cui incanalare e scaricare le passioni della piazza. Fino al "MESSAGGIO AGLI STUDENTI DELL'ATENEO ROMANO ADUNATI PER DELIBERARE LA VIOLENZA." la sera del 15 maggio « . . . . . Appiccate il fuoco ! Siate gli incendiarli intrepidi della grande Patria ! »
Il poeta aveva mobilitato tutte le sue risorse tribunizie e psicologiche nel nome dell'interventismo, per colpevolizzare il "nemico interno", che diverrà presto il "disfattista"; tutto ciò al fine di invocare la collera popolare contro il parlamento verso il quale gli interventisti si autodefiniranno interpreti del paese reale a fronte della viltà dei rappresentanti legali.

## Eventi successivi
Gli accenti aulici delle giornate genovesi di D'Annunzio, dal 4 al 7 maggio, sparirono del tutto durante le giornate romane, dal 12 al 20 maggio, lasciando spazio all'invettiva anti-giolittiana sferzante e plebea. In questo contesto D'Annunzio accentuò i richiami rivoltosi al "popolo", che viene così chiamato in causa per «impedire l'orribile assassinio» e contro «il tradimento» di un «pugno di ruffiani» capeggiati dal «vecchio boia labbrone» (Giolitti). 
Giovanni Giolitti, infatti, era giunto in quei giorni a Roma e fu informato da Salandra della firma del Patto di Londra, personalmente avallato dal re. Ebbe quindi un colloquio con il sovrano con il quale sostenne che il Patto andava revocato. Subito seguì un nuovo incontro con Salandra, dove ribadì i medesimi concetti espressi al re: un voto alla Camera che, confermando la neutralità, desse mandato al governo di riprendere i negoziati con l'Austria, liberandosi dagli impegni con Londra.
Secondo Giolitti non c'era bisogno di una crisi, perché la Camera ignorava questi impegni, e quindi il governo poteva restare in carica. Giolitti non voleva il potere, sapeva che anche se avesse vinto alla Camera, avrebbe perso sulle piazze, ormai in completa balìa della minoranza interventista.. Salandra si disse d'accordo sul voto alla Camera, ma preceduto dalle sue dimissioni. 
A chiudere il cerchio fu l'iniziativa della monarchia la quale, in linea con le pressioni eversive della piazza, respinse le dimissioni di Salandra, anziché prendere atto dell'orientamento della maggioranza parlamentare e incaricare Giolitti di formare un nuovo governo. 
Il 20 maggio il parlamento si riunì e Salandra chiese i pieni poteri, cioè – sostanzialmente – il potere di dichiarare guerra. Il governo ratificò la decisione dell'intervento e il 24 maggio l'Italia entrò ufficialmente in guerra.